# Academia Julian
La Academia Julian fue una escuela privada de pintura y escultura fundada en París en 1866 por el pintor francés Rodolphe Julian (1839-1907) y Amélie Beaury-Saurel. En su apogeo, contaba con varios estudios. Ha seguido siendo famosa por el número y la calidad de los artistas, mujeres y hombres, que la frecuentaron durante el periodo de efervescencia artística comprendido entre finales del siglo XIX y el primer cuarto del siglo XX.

## Historia
Rodolphe Julian y Amélie Beaury-Saurel abrieron la Academia Julian en 1867, como escuela privada para estudiantes de arte, en su domicilio del número 36 de la calle Vivienne, en el distrito 2 de París -en un edificio del Passage des Panoramas situado encima de la tienda Stern-. En 1868, abrieron otro espacio y posteriormente abrieron muchos otros talleres. 
Como su homóloga, la Académie Colarossi, era popular entre estudiantes franceses y extranjeros, particularmente americanos. La Academia Julian no solo aceptaba a pintores profesionales, sino también a amateurs. 

### Mujeres en la Academia

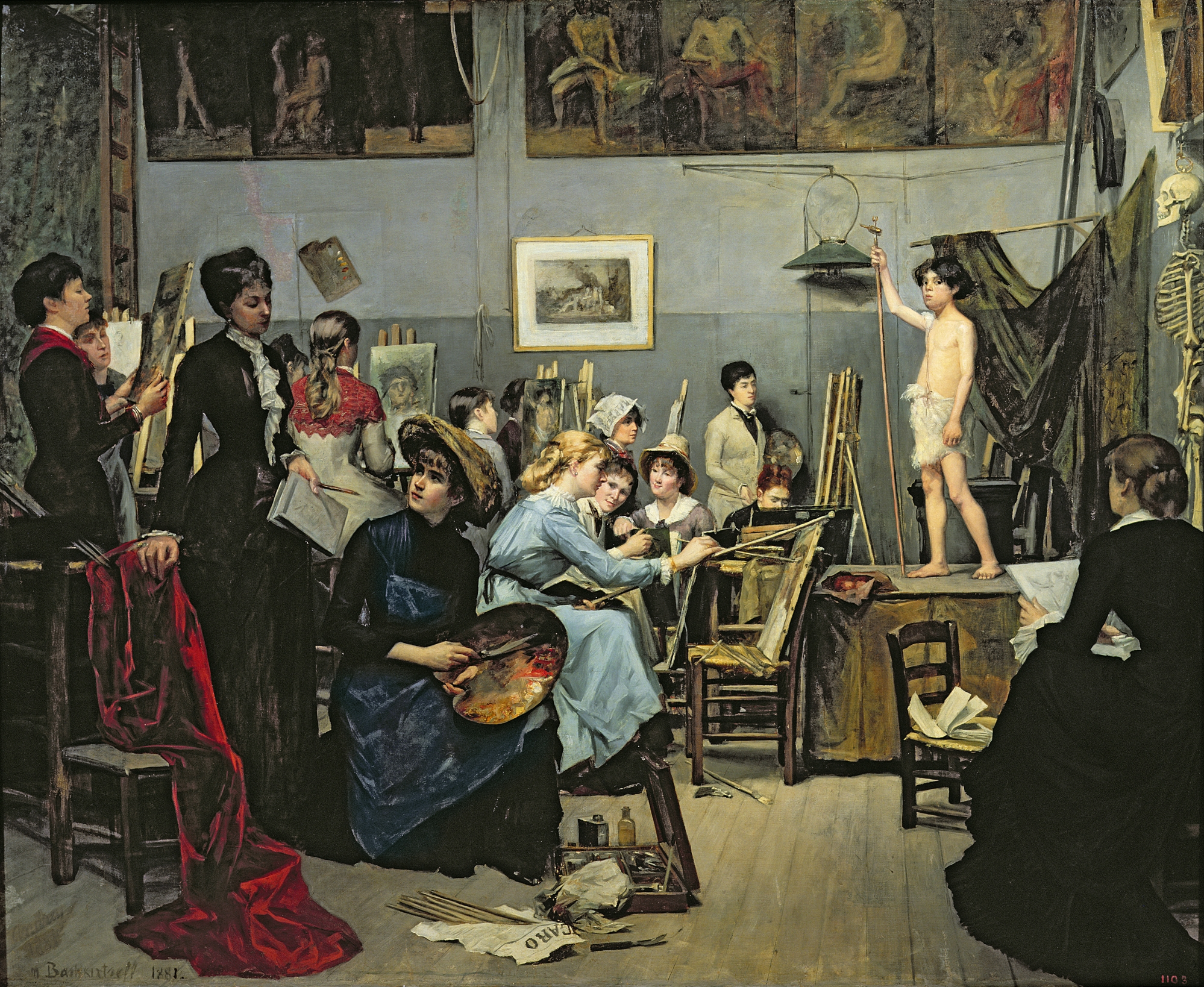
Marie Bashkirtseff, La Academia Julian (1881), óleo sobre lienzo, Museo de Arte de Dnipropetrowsk (de).

En la época, la escuela de arte oficial, la École des Beaux-Arts, no permitía a las mujeres matricularse en sus estudios, pero la Academia Julian sí se lo permitió. Las mujeres participaban en los mismos estudios que los hombres, incluyendo las bases para el aprendizaje artístico de la época - dibujar y pintar modelos desnudos, considerado impropio de mujeres.[cita requerida]
Para atraer a una clientela de mujeres burguesas, en 1876 se creó una clase libre, reservada a las mujeres y en la que los hombres podían posar (en pantalones) como modelos; esta clase estaba situada encima del estudio reservado a los hombres. En 1880, se abrió un nuevo espacio reservado a las mujeres en el nº 51 de la rue Vivienne. También se abrieron otros dos locales, uno en el número 31 de la rue du Dragon, en el distrito 6, y otro en el número 5 de la rue de Berri (distrito 8), que se llamó "Atelier des Dames". Después, cerca de Pigalle, se abrió un taller reservado a los hombres en el 28 de la rue Fontaine, con entrada por la rue Fromentin.
Para las jóvenes, la Academia era la única alternativa a los cursos ofrecidos por la École des Beaux-Arts, ya que no se les permitió entrar en esta institución pública hasta 1897. Además, se les permitía pintar desnudos a partir de modelos masculinos, lo que resultaba intolerablemente laxo a ojos de las autoridades oficiales. Para ahorrar dinero de los contribuyentes disuadiendo a los estudiantes extranjeros de matricularse, la École des Beaux-Arts también impuso a sus candidatos un examen de francés, considerado difícil, y la Academia Julian atrajo a un gran número de estudiantes de toda Europa, así como del continente americano. Por último, la Academia acogía no sólo a artistas profesionales, sino también a aficionados competentes deseosos de perfeccionar su arte, y en este sentido, de nuevo, a mujeres de la burguesía.
En 1902, Julian y Beaury-Saurel poseían un total de seis talleres o estudios repartidos por París, lo que representaba una de las mayores superficies totales de la época. Aprendieron solos y, por supuesto, se rodearon de una quincena de pintores como Jules Lefebvre, Tony Robert-Fleury, Adolphe-William Bouguereau, Jean-Paul Laurens y escultores como Henri Bouchard y Paul Landowski.[cita requerida]

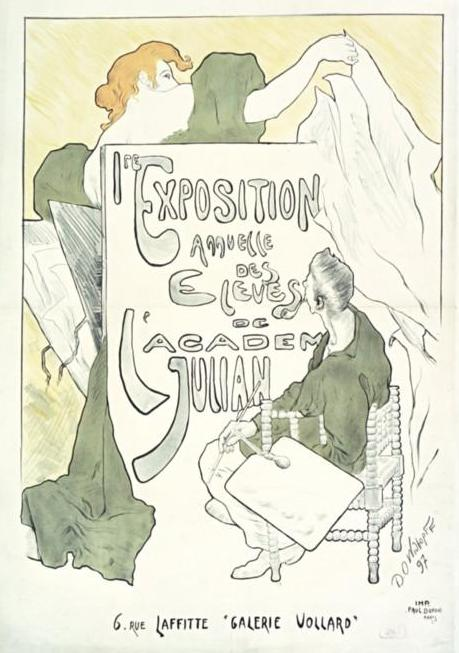
Exposición anual de estudiantes organizada en Ambroise Vollard, cartel de Widhopff, 1897.

Gracias a la calidad de sus profesores, la Académie Julian adquirió rápidamente cierta reputación. A partir de 1903, pudo presentar a sus alumnos al Prix de Rome, al tiempo que servía de trampolín para quienes aspiraban a exponer en los Salones o a iniciar una carrera artística. Sin embargo, la disciplina no era su punto fuerte. Los estudiantes, en su mayoría abandonados a su suerte, llamaron la atención por sus bromas y desfiles por las calles de París, y los escándalos se sucedieron hasta la Belle Époque. Esto no impidió que un grupo de jóvenes pintores rebeldes se hicieran famosos bajo el nombre de Nabis entre 1888 y 1889. Otros grandes nombres de la pintura siguen asociados a la Academia Julian, como Albert André, Marcel Baschet, André Favory, Léon Bakst, Pierre Clayette, Claude Schürr, Jean Dubuffet, Marcel Duchamp, Jacques Villon, Édouard Vuillard y Henri Matisse.[cita requerida]
Tras la muerte de Rodolphe Julian en 1907, su esposa y antigua alumna Amélie Beaury-Saurel continuó dirigiendo las Academias en solitario. Confió la de la rue du Dragon a su sobrino Jacques Dupuis que falleció en 1916 y fue su hermano Gilbert Dupuis quien asumió la dirección de esta sucursal. Amélie murió en 1927 y los talleres de la Galería Montmartre se cerraron en 1929 para su renovación.

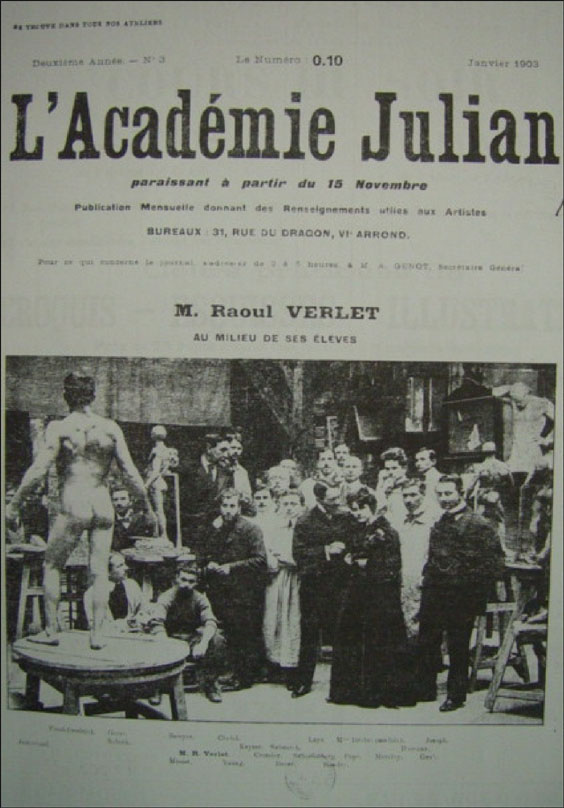
Revista de la Academia Julian, enero de 1903.

Lo que quedaba de la Academia Julian se cerró durante la Segunda Guerra Mundial y dos de sus talleres se vendieron en 1946. El resto se reabrió el 12 de octubre de 1946 por iniciativa de André Del Debbio y Cécile Beldent, que fue la última propietaria y directora del estudio de la rue de Berri. A finales de 1949, se compró el faro de Honfleur, en desuso, para acoger a los becarios de la Academia. Los estudios de la rue du Dragon fueron comprados a André Corthis, sobrina de Rodolphe Julian, que había heredado la Academia en 1927, por Guillaume Met de Penninghen y Jacques d'Andon en 1959. Posteriormente se integraron en el Atelier Penninghen para convertirse en la École supérieure d'arts graphiques Penninghen en 1968. Los estudios de la rue de Berri fueron dirigidos por Cécile Beldent, con André Del Debbio, hasta marzo de 1974, cuando fueron expropiados por promotores inmobiliarios. A continuación se abrió un nuevo espacio, más pequeño, en el 28 del bulevar Saint-Jacques. A partir de entonces, Del Debbio dirigió la Academia Julian-Del Debbio, en la que enseñaba escultura y dibujo con modelos vivos. La Academia Julian forma parte ahora de la ESAG Penninghen..
La historia de la Academia Julian ha sido hasta ahora relativamente poco estudiada en Francia. No se ha conservado ningún expediente de artista, y sólo existe una parte de los registros: los de la sección masculina, que abarcan el periodo 1870-1932, y los de la sección femenina, periodo 1880-1907, que pueden consultarse en los Archivos Nacionales.[cita requerida]
El ambiente en esta escuela parece haber sido alegre, a juzgar por este pasaje de un relato del Carnaval de París de 1888 en el Journal des débats:
   "Entre los grupos de máscaras, el más original era el de los alumnos del taller Julian, en el Faubourg Saint-Denis [es decir, la galería de Montmartre]. Estos jóvenes, vestidos con batas de estudio, algunos de los cuales llevaban bastidores de pintor clavados en el extremo de largos palos, formaban un coro y una orquesta, y parodiaban melodías de todos los repertorios. Se pusieron delante del grupo de la Danza de Carpeaux en la Ópera y cantaron canciones con el acompañamiento de bigófonos de cartón".
En 2015, los archivos de la Academia Julian (periodo 1868-1905) fueron legados a los Archivos Nacionales.

### Documentos

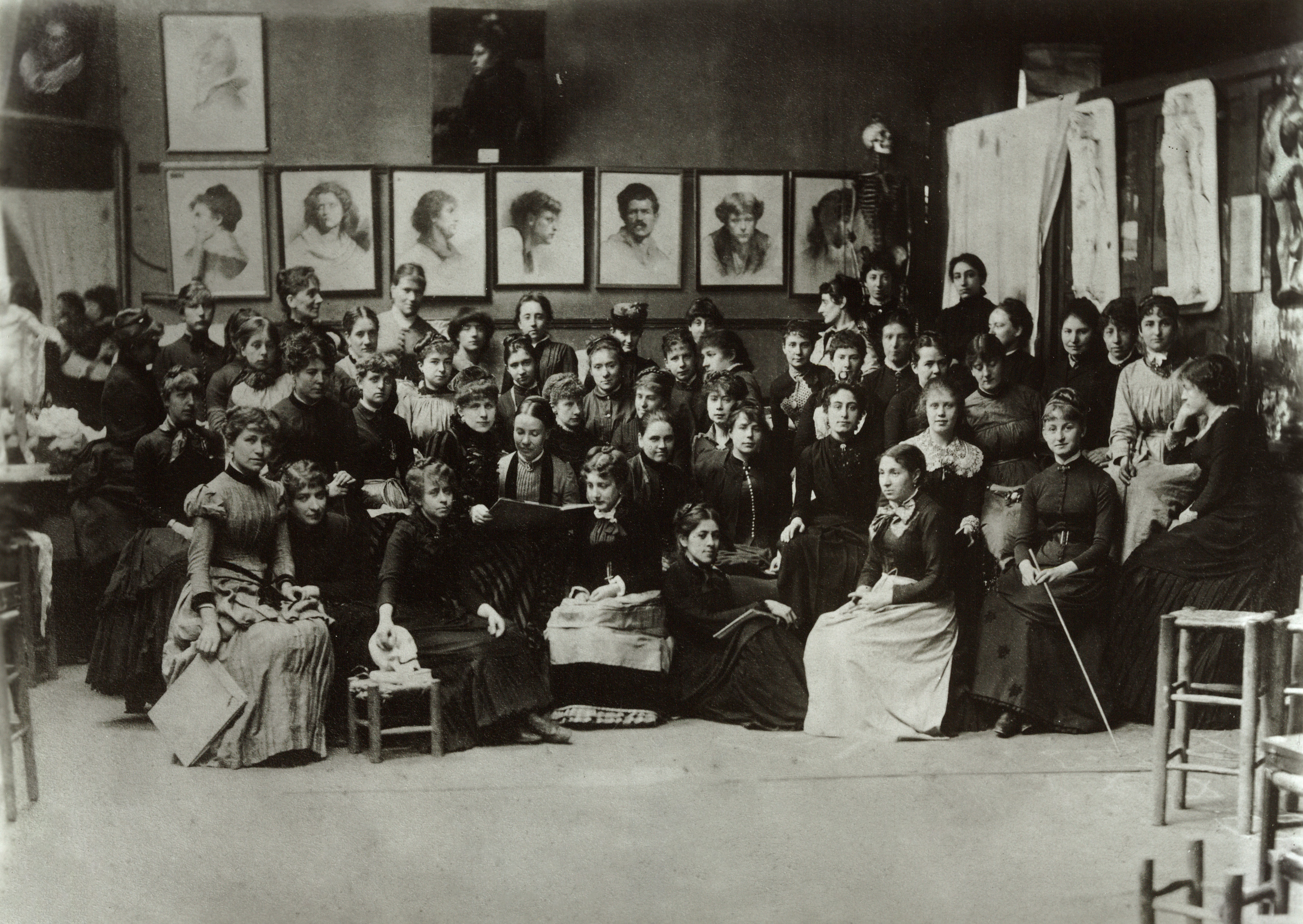
Academia Julian, París. Grupo de estudiantes de arte.

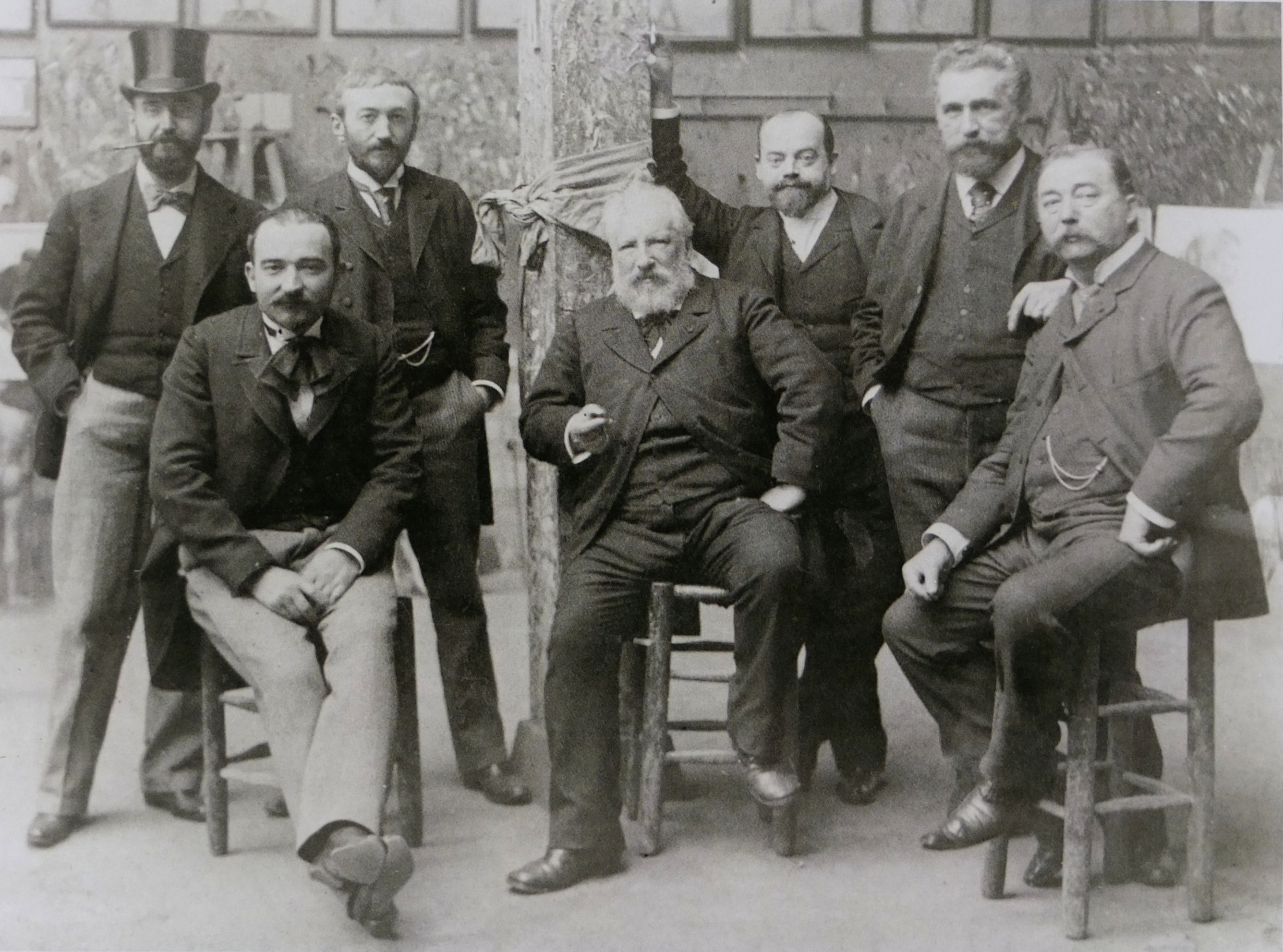
Los profesores de la Academia Julian hacia 1892.

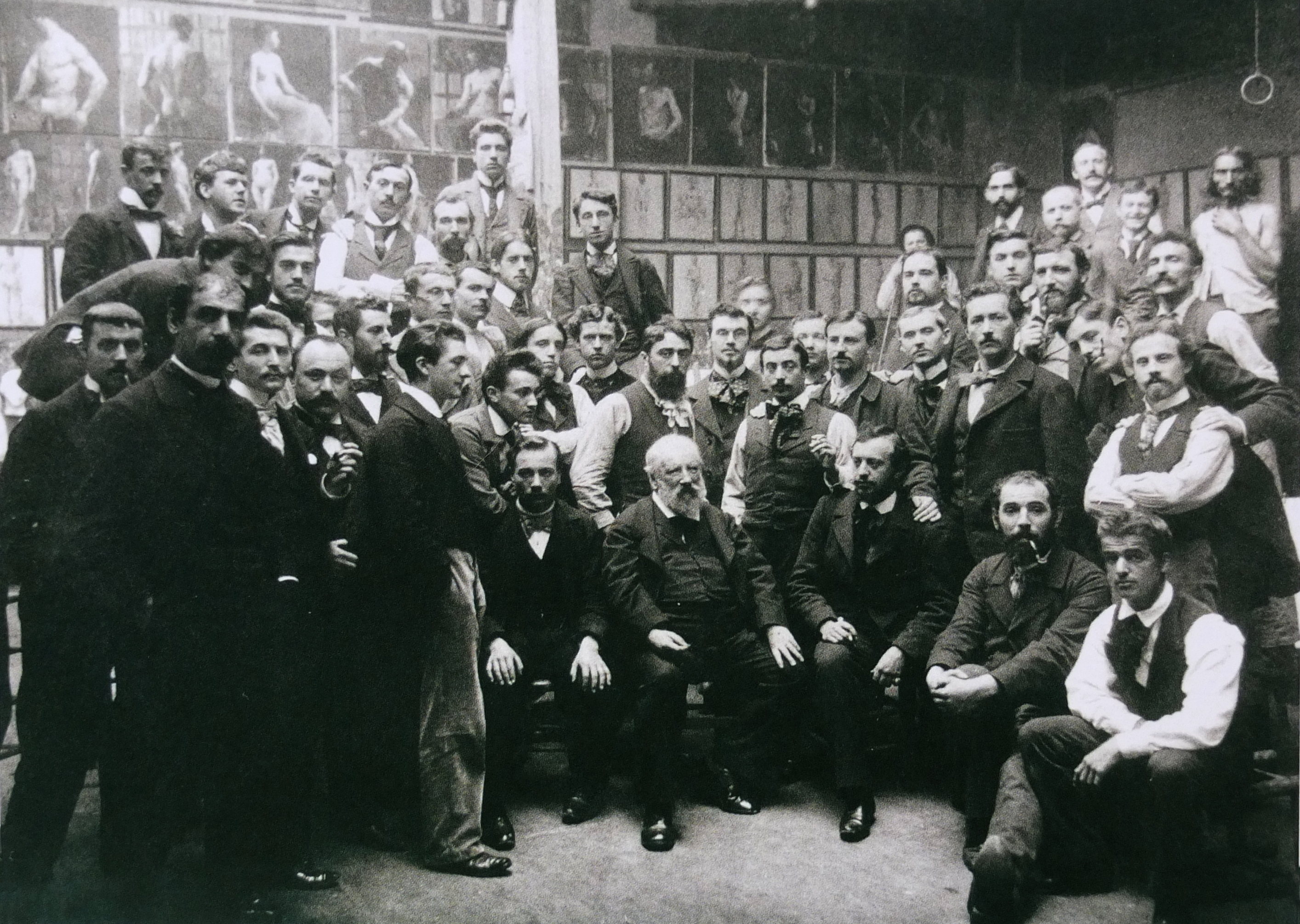
Academia Julian, rue du Dragon París, taller de Bouguereau hacia 1890.

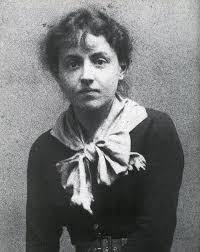
Louise Catherine Breslau (1856-1927), estudiante de la Academia

.

## Docentes
- Adolphe William Bouguereau
- Jules Joseph Lefebvre
- Jean-Paul Laurens

## Literatura
- Peter Kropmanns, Carina Schäfer. Private Akademien und Ateliers im Paris der Jahrhundertwende. In: Die große Inspiration. Deutsche Künstler in der Académie Matisse, v. 3. Kunst-Museum Ahlen/Westf. 2004, ISBN 3-89946-041-3 (catálogo de exposición del mismo nombre, 27 de febrero a 1 de mayo de 2000).